# 长冈水库
长冈水库位于中国江西省赣州市兴国县长冈乡，位于平江支流潋江上，建于1970年。是一座以防洪、发电、灌溉、养殖为主要功能的大（二）型水库。1963年9月开始建设，1970年7月建成。建设时淹没耕地11000亩，迁移人口11499人。
2002年5月江西省水利厅鉴定大坝为三类坝。2004年至2006年9月实施除险加固工程，总投资3511.86万元。
因紧邻水库西侧的灵山冰心洞风景区属丹霞地貌景观，故水库又称为丹霞湖。

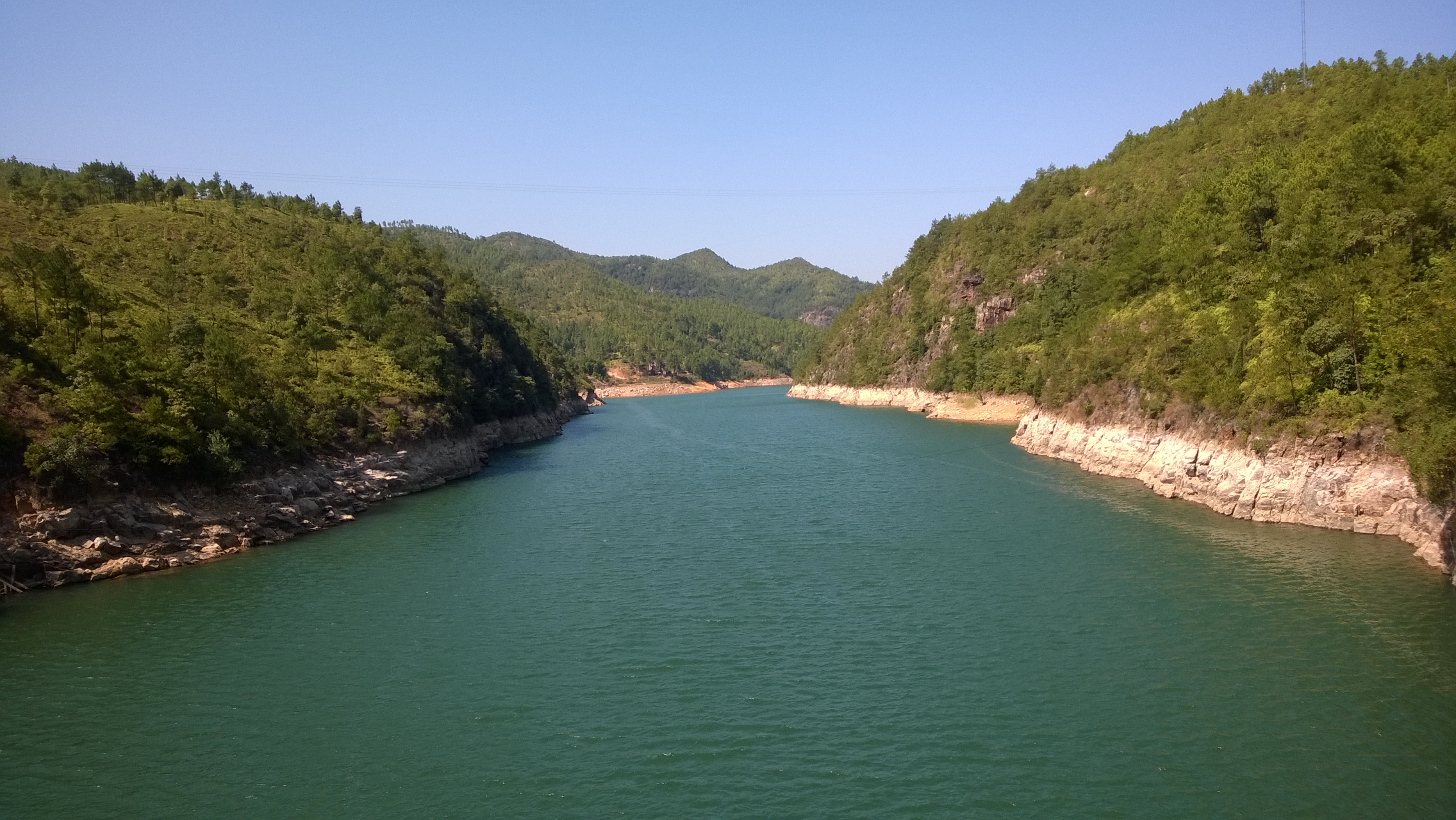
长冈水库大坝前的水面
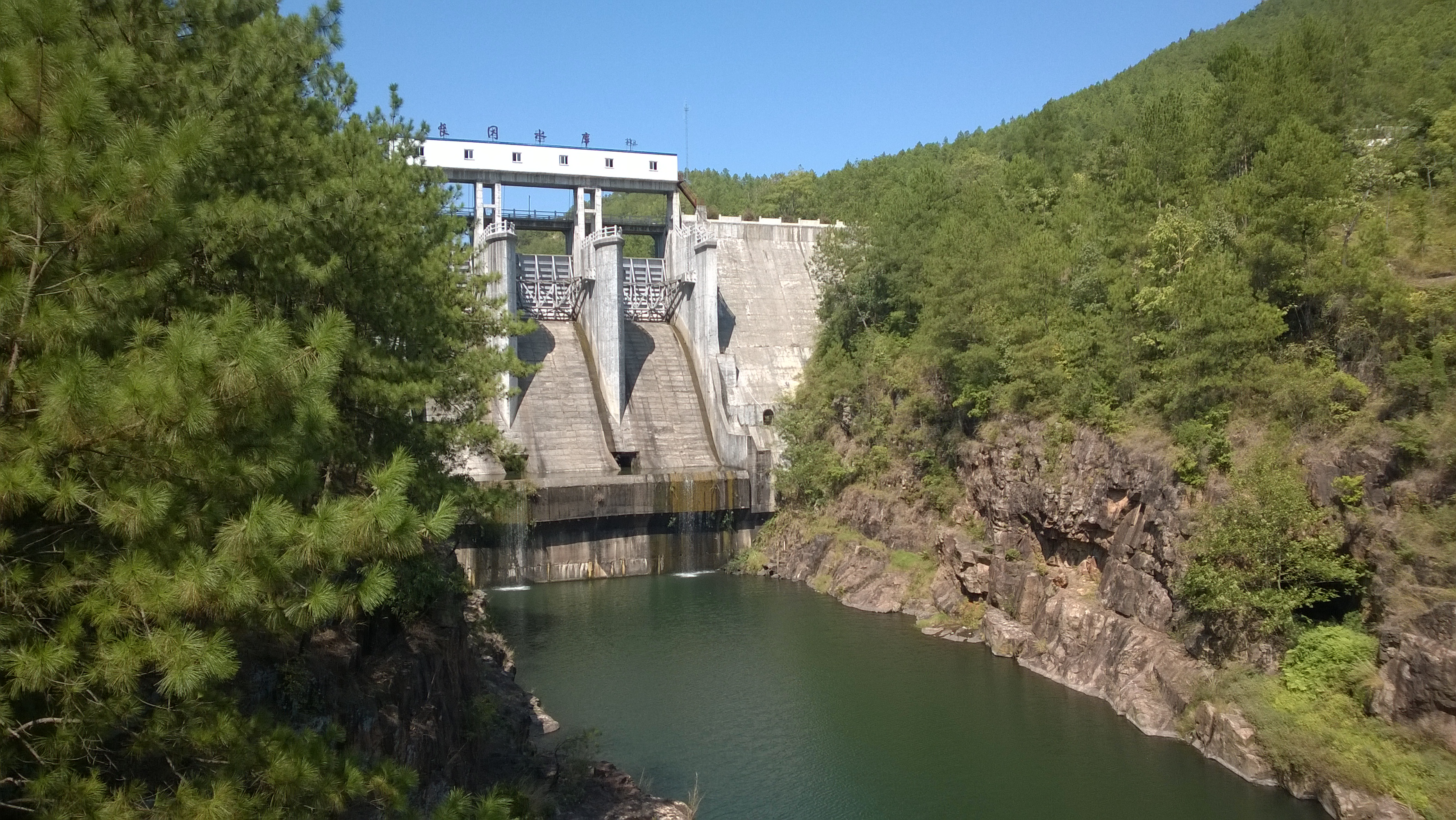
长冈水库大坝
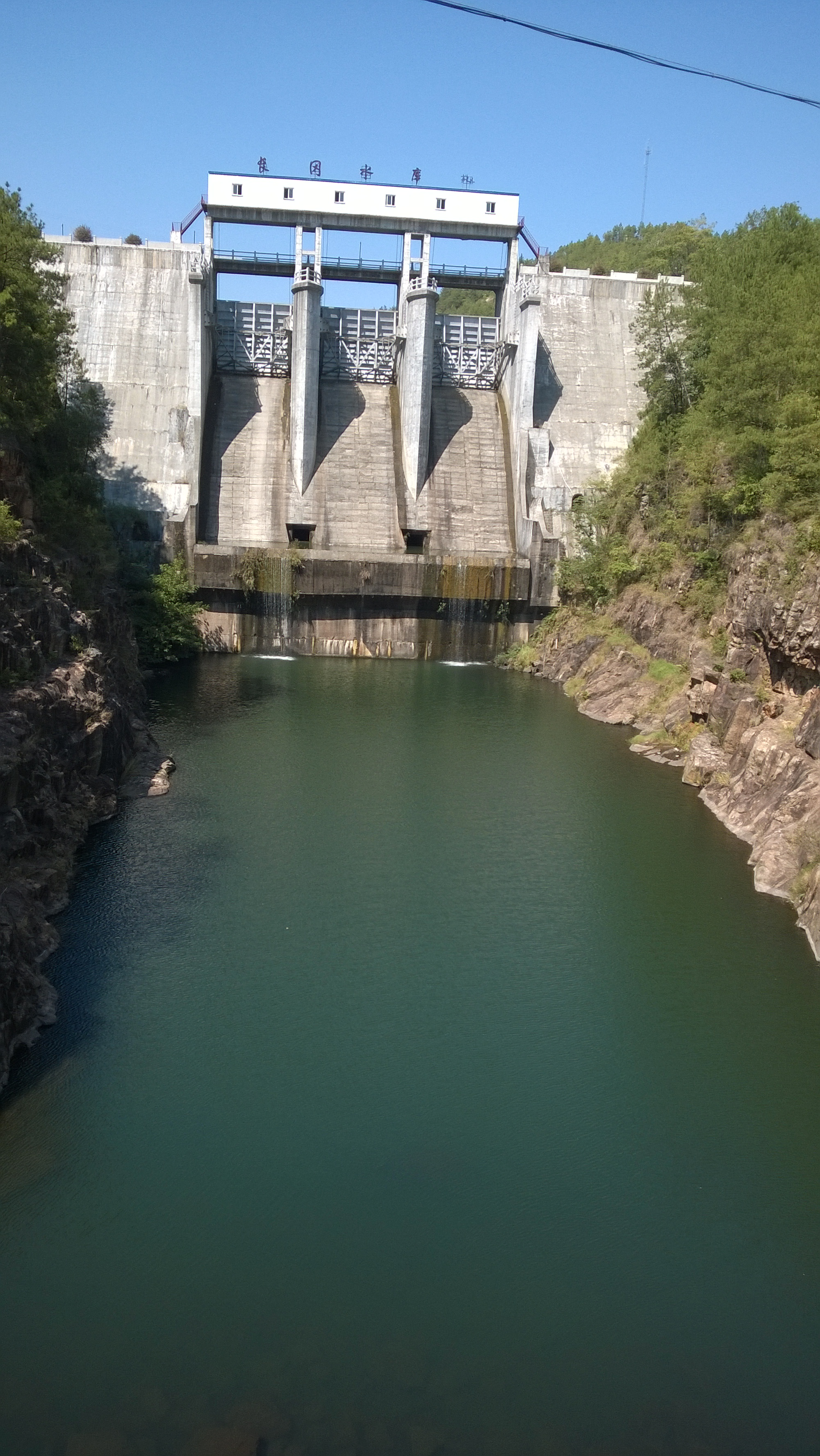
长冈水库大坝
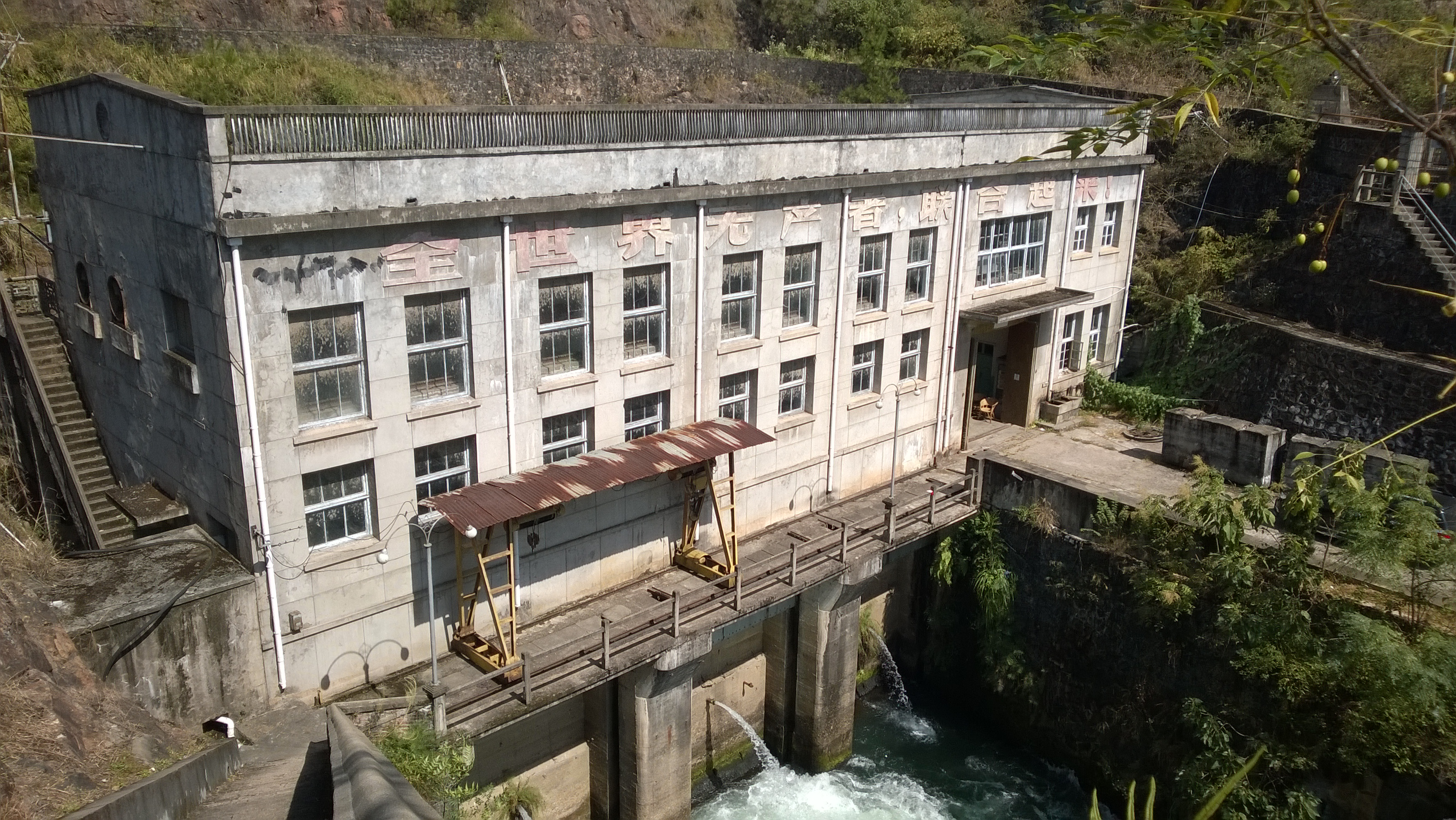
长冈水库发电站
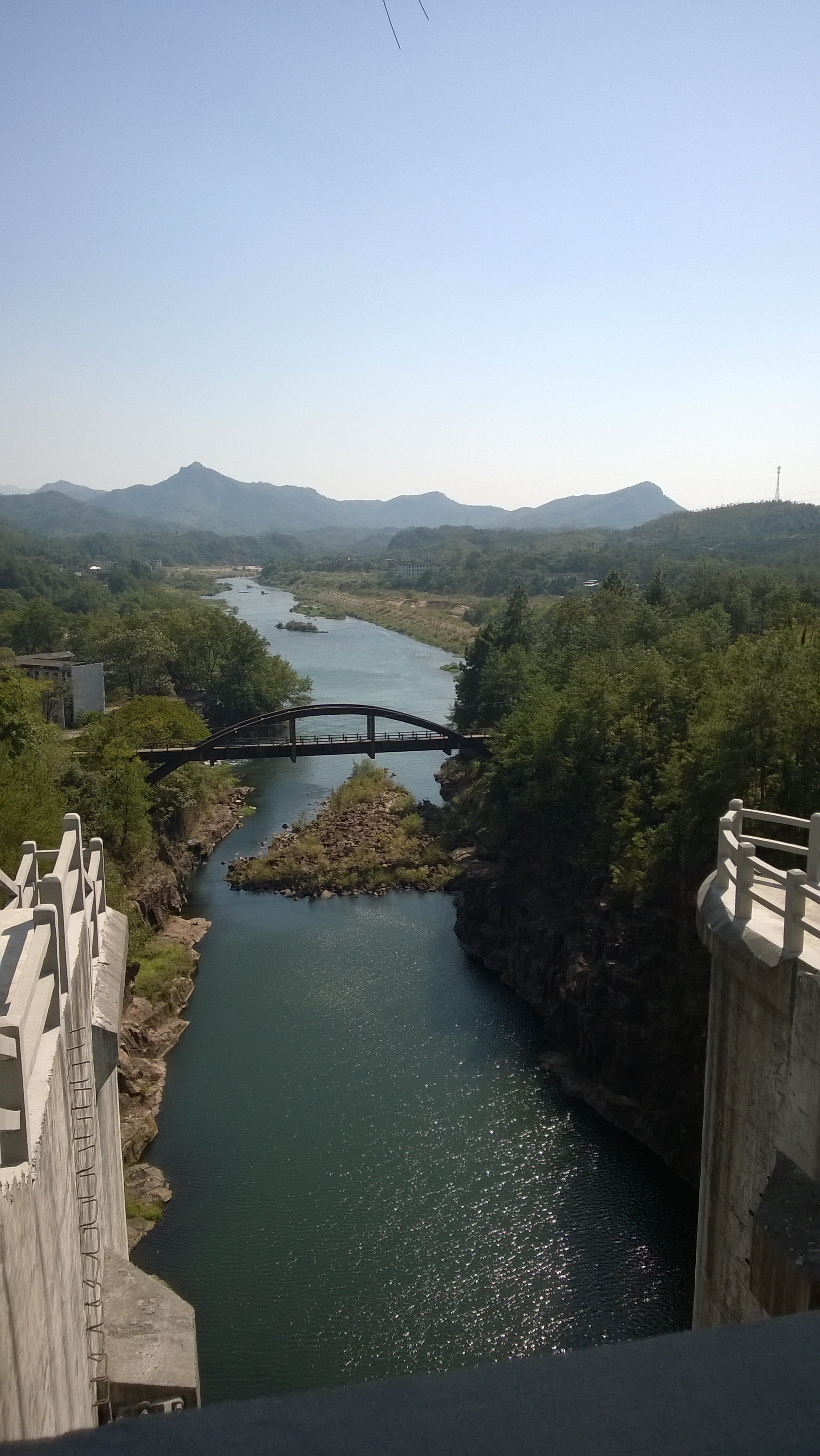
长冈水库大坝之后的下游河流